# Myromexocentrus quadrimaculatus
Myromexocentrus quadrimaculatus är en skalbaggsart som beskrevs av Hayashi 1983. Myromexocentrus quadrimaculatus ingår i släktet Myromexocentrus och familjen långhorningar.
Artens utbredningsområde är Taiwan. Inga underarter finns listade i Catalogue of Life.